# Dalnic, Covasna
Dalnic (maghiară Dálnok) este satul de reședință al comunei cu același nume din județul Covasna, Transilvania, România. Se află în partea de centrală a județului, în Depresiunea Târgu Secuiesc, la poalele estice ale munților Bodoc. Până în 2004, localitatea a aparținut comunei Moacșa.

## Așezare
Localitatea  este situată la marginea sud-estică a Munților Bodocului, la deschiderea văii Dalnic, la o altitudine de 574 m. pe DN11 ce leagă Brașovul de Târgu Secuiesc.

## Istoric
La marginea satului, la confluența pâraielor Dalnic și Kanta, se află o stațiune neolitică de tip Ariușd-Cucuteni, de unde provin materiale din epoca bronzului și din La Téne. În albia pârâului Magyaró s-au găsit un topor și un ciocan eneolitic de aramă și un obiect de bronz cu aparență de opaiț datând din La Téne. Pe "Valea Mică" s-au descoperit fragmente ceramice de caracter dacic, lucrate la roată precum și material arheologic de tip Sântana de Mureș-Cerneahov. Pe "Dealul Frumos" s-au găsit monede din sec. I î.e.n. și din secolul al III-lea o drahmă de argint din Dyrrhachium, o monedă de bronz de la Gordian emisă de Tarsus și mai multe tetradrahme de Thasos. Pe teritoiul satului s-au mai găsit o secure lungă și un buzdugan, ambele din adezit, specifice culturii Coțofeni, două ace de bronz și un vas de lut din prima epocă a fierului, de tip scitic. În anul 1960 în locul numit "Veresmart" s-au găsit mai multe tetradrahme thasiene. Prima atestare documentară datează din anul 1332.

## Date economice
Economia acestei localități se bazează în special pe: agricultură (cultivarea terenurilor cu cereale, cartofi, sefeclă de zahăr etc.), creșterea animalelor, exploatarea forestieră și prelucrarea primară a lemnului și pe industria alimentară prin prelucrarea laptelui și a cărnii.

## Personalități

- Gheorghe Doja (Dózsa György) (1470-1514)-nobil secui, conducătorul răscoalei țărănești din Transilvania contra marilor bogătași (proprietari de pământuri) unguri, din anul 1514.

## Obiective turistice
- Grădina conacului Beczássi (parc dendrologic)
- Statuia lui Gheorghe Doja
- Biserica reformată-calvină
- Școala satului, construită în anul 1896
- Pădurea Dalnic